# Klaus Bonsack
Klaus Bonsack (n. 26 decembrie 1941, Waltershausen, Turingia, Germania – d. 5 martie 2023, Innsbruck, Austria) a fost un sănier ce a reprezentat Germania, medaliat olimpic. A participat la 3 ediții ale Jocurilor Olimpice (1964, 1968, 1972) în care a câștigat o medalie de aur, o medalie de argint și două medalii de bronz.